# César al millor muntatge
El César al millor muntatge (en francès: César du meilleur montage és un premi cinematogràfic francès entregat des de 1976 per l'Acadèmia de les Arts i Tècniques del Cinema de França (en francès: Académie des arts et techniques du cinéma).

## Palmarès
- Font: Pàgina oficial del premi.

### Dècada del 1970
| Any                        | Títol original             | Títol en català       | Muntador | Pais |
| -------------------------- | -------------------------- | --------------------- | -------- | ---- |
| 1976                       |                            |                       |          |      |
| Sept morts sur ordonnance  | -                          | Geneviève Winding     | França   |      |
| Adieu poulet               | -                          | Jean Ravel            | França   |      |
| L'important c'est d'aimer  | L'important és estimar     | Christiane Lack       | França   |      |
| Le sauvage                 | El meu home és un salvatge | Marie-Josèphe Yoyotte | França   |      |
| Le vieux fusil             | El vell fusell             | Eva Zora              | França   |      |
| 1977                       |                            |                       |          |      |
| Police python 357          | Policia Python 357         | Marie-Josèphe Yoyotte | França   |      |
| Barocco                    | -                          | Claudine Merlin       | França   |      |
| Monsieur Klein             | El senyor Klein            | Henri Lanoe͏̈           | França   |      |
| Une femme à sa fenêtre     | -                          | Jean Ravel            | França   |      |
| 1978                       |                            |                       |          |      |
| Providence                 | Providence                 | Albert Jurgenson      | França   |      |
| Le fond de l'air est rouge | -                          | Chris Marker          | França   |      |
| La menace                  | L'amenaça                  | Henri Lanoe͏̈           | França   |      |
| Le passé simple            | -                          | Françoise Bonnot      | França   |      |
| 1979                       |                            |                       |          |      |
| Le dossier 51              | -                          | Raymonde Guyot        | França   |      |
| L'argent des autres        | -                          | Jean Ravel            | França   |      |
| L'état sauvage             | -                          | Geneviève Winding     | França   |      |
| Un papillon sur l'épaule   | Una papallona a l'espatlla | Henri Lanoë           | França   |      |

### Dècada del 1980
| Any                             | Títol original         | Títol en català               | Muntador | Pais |
| ------------------------------- | ---------------------- | ----------------------------- | -------- | ---- |
| 1980                            |                        |                               |          |      |
| Don Giovanni                    | Don Giovanni           | Reginald Beck                 | França   |      |
| Buffet froid                    | -                      | Claudine Merlin               | França   |      |
| Le cavaleur                     | -                      | Henri Lanoë                   | França   |      |
| Série noire                     | Série noire            | Thierry Derocles              | França   |      |
| Les soeurs Brontë               | Les germanes Brontë    | Claudine Merlin               | França   |      |
| 1981                            |                        |                               |          |      |
| Le dernier métro                | L'últim metro          | Martine Barraqué              | França   |      |
| La Banquière                    | -                      | Geneviève Winding             | França   |      |
| Le coup du parapluie            | -                      | Albert Jurgenson              | França   |      |
| La mort en direct               | -                      | Armand Psenny                 | França   |      |
| 1982                            |                        |                               |          |      |
| Garde à vue                     | -                      | Albert Jurgenson              | França   |      |
| Coup de torchon                 | Baralla                | Armand Psenny                 | França   |      |
| Malevil                         | -                      | Henri Lanoë                   | França   |      |
| Les uns et les autres           | -                      | Sophie Bhaud i Hugues Darmois | França   |      |
| 1983                            |                        |                               |          |      |
| Qu'est-ce qui fait courir David | -                      | Noëlle Boisson                | França   |      |
| La balance                      | -                      | Françoise Javet               | França   |      |
| L'étoile du nord                | -                      | Jean Ravel                    | França   |      |
| Les quarantièmes rugissants     | -                      | Henri Lanoë                   | França   |      |
| Tir groupé                      | -                      | Armand Psenny                 | França   |      |
| 1984                            |                        |                               |          |      |
| L'été meurtrier                 | -                      | Jacques Witta                 | França   |      |
| Faits divers                    | -                      | Françoise Prenant             | França   |      |
| Hanna K                         | -                      | Françoise Bonnot              | França   |      |
| L'homme blessé                  | L'home ferit           | Denise de Casabianca          | França   |      |
| Les mots pour le dire           | -                      | Claire Pinheiro               | França   |      |
| 1985                            |                        |                               |          |      |
| Les ripoux                      | -                      | Nicole Saunier                | França   |      |
| Notre histoire                  | -                      | Claudine Merlin               | França   |      |
| Souvenirs, souvenirs            | -                      | Geneviève Winding             | França   |      |
| Un dimanche à la campagne       | -                      | Armand Psenny                 | França   |      |
| 1986                            |                        |                               |          |      |
| Péril en la demeure             | -                      | Raymonde Guyot                | França   |      |
| On ne meurt que deux fois       | -                      | Henri Lanoë                   | França   |      |
| Police                          | Policia                | Yann Dedet                    | França   |      |
| Subway                          | -                      | Sophie Schmit                 | França   |      |
| 1987                            |                        |                               |          |      |
| Thérèse                         | -                      | Isabelle Dedieu               | França   |      |
| 37°2 le matin                   | -                      | Monique Prim                  | França   |      |
| Autour de minuit                | -                      | Armand Psenny                 | França   |      |
| Tenue de soirée                 | -                      | Claudine Merlin               | França   |      |
| 1988                            |                        |                               |          |      |
| Au revoir les enfants           | -                      | Emmanuelle Castro             | França   |      |
| Le Grand Chemin                 | -                      | Raymonde Guyot                | França   |      |
| Sous le soleil de satan         | Sota el sol de Satanàs | Yann Dedet                    | França   |      |
| 1989                            |                        |                               |          |      |
| L'ours                          | L'os                   | Noëlle Boisson                | França   |      |
| Camille Claudel                 | -                      | Joëlle Hache i Jeanne Kef     | França   |      |
| La lectrice                     | -                      | Raymonde Guyot                | França   |      |

### Dècada del 1990
| Any                                  | Títol original            | Títol en català                         | Muntador            | Pais |
| ------------------------------------ | ------------------------- | --------------------------------------- | ------------------- | ---- |
| 1990                                 |                           |                                         |                     |      |
| Trop belle pour toi                  | -                         | Claudine Merlin                         | França              |      |
| Monsieur Hire                        | -                         | Joëlle Hache                            | França              |      |
| La vie et rien d'autre               | La vida i res més         | Armand Psenny                           | França              |      |
| 1991                                 |                           |                                         |                     |      |
| Cyrano de Bergerac                   | Cyrano de Bergerac        | Noëlle Boisson                          | França              |      |
| Le mari de la coiffeuse              | El marit de la perruquera | Joëlle Hache                            | França              |      |
| Nikita                               | Nikita                    | Olivier Mauffroy                        | França              |      |
| 1992                                 |                           |                                         |                     |      |
| Delicatessen                         | Delicatessen              | Hervé Schneid                           | França              |      |
| Merci la vie                         | -                         | Claudine Merlin                         | França              |      |
| Tous les matins du monde             | Tots els matins del món   | Marie-Josèphe Yoyotte                   | França              |      |
| 1993                                 |                           |                                         |                     |      |
| Les nuits fauves                     | -                         | Lise Beaulieu                           | França              |      |
| L'amant                              | -                         | Noëlle Boisson                          | França              |      |
| Indochine                            | Indoxina                  | Geneviève Winding                       | França              |      |
| 1994                                 |                           |                                         |                     |      |
| Bleu                                 | Tres colors: Blau         | Jacques Witta                           | França              |      |
| Germinal                             | Germinal                  | Hervé de Luze                           | França              |      |
| Smoking/no smoking                   | No Smoking                | Albert Jurgenson                        | França              |      |
| Les Visiteurs                        | -                         | Catherine Kelber                        | França              |      |
| 1995                                 |                           |                                         |                     |      |
| Regarde les hommes tomber            | -                         | Juliette Welfling                       | França              |      |
| Léon                                 | El professional           | Sylvie Landra                           | França              |      |
| La reine Margot                      | La reina Margot           | François Gédigier i Hélène Viard        | França              |      |
| 1996                                 |                           |                                         |                     |      |
| La haine                             | -                         | Mathieu Kassovitz Scott Stevenson       | França Estats Units |      |
| Le hussard sur le toit               | -                         | Noëlle Boisson                          | França              |      |
| Nelly et Mr Arnaud                   | -                         | Jacqueline Thiédot                      | França              |      |
| 1997                                 |                           |                                         |                     |      |
| Microcosmos : Le Peuple de l'herbe   | -                         | Florence Ricard i Marie-Josèphe Yoyotte | França              |      |
| Ridicule                             | Ridícul                   | Joëlle Hache                            | França              |      |
| Un héros très discret                | -                         | Juliette Welfling                       | França              |      |
| 1998                                 |                           |                                         |                     |      |
| On connaît la chanson                | Coneixem la cançó         | Hervé de Luze                           | França              |      |
| Le bossu                             | -                         | Henri Lanoë                             | França              |      |
| Le cinquième élément                 | El cinquè element         | Sylvie Landra                           | França              |      |
| 1999                                 |                           |                                         |                     |      |
| Taxi                                 | -                         | Véronique Lange                         | Bèlgica             |      |
| Ceux qui m'aiment prendront le train | -                         | François Gédigier                       | França              |      |
| Place Vendôme                        | -                         | Luc Barnier i Françoise Bonnot          | França              |      |

### Dècada del 2000
| Any                                       | Títol original                            | Títol en català                                | Muntador            | Pais |
| ----------------------------------------- | ----------------------------------------- | ---------------------------------------------- | ------------------- | ---- |
| 2000                                      |                                           |                                                |                     |      |
| Voyages                                   | -                                         | Emmanuelle Castro                              | França              |      |
| La Fille sur le pont                      | -                                         | Joëlle Hache                                   | França              |      |
| Jeanne d'Arc                              | Joana d'Arc                               | Sylvie Landra                                  | França              |      |
| 2001                                      |                                           |                                                |                     |      |
| Harry, un ami qui vous veut du bien       | Harry, un amic que us estima              | Yannick Kergoat                                | França              |      |
| Le goût des autres                        | El gust dels altres                       | Hervé de Luze                                  | França              |      |
| Les rivières pourpres                     | Els rius de color porpra                  | Maryline Monthieux                             | França              |      |
| 2002                                      |                                           |                                                |                     |      |
| Le peuple migrateur                       | -'                                        | Marie-Josèphe Yoyotte                          | França              |      |
| Le fabuleux destin d'Amélie Poulain       | Amélie                                    | Hervé Schneid                                  | França              |      |
| Sur mes lèvres                            | Llegeix-me els llavis                     | Juliette Welfling                              | França              |      |
| 2003                                      |                                           |                                                |                     |      |
| Être et avoir                             | -                                         | Nicolas Philibert                              | França              |      |
| L'auberge espagnole                       | Una casa de bojos                         | Francine Sandberg                              | França              |      |
| Le pianiste                               | La pianista                               | Monika Willi                                   | Àustria             |      |
| 2004                                      |                                           |                                                |                     |      |
| Un couple épatant / Cavale / Après la vie | -                                         | Ludo Troch Valérie Loiseleux i Danielle Anezin | Bèlgica França      |      |
| Bon Voyage                                | -                                         | Maryline Monthieux                             | França              |      |
| Pas sur la bouche                         | A la boca no                              | Hervé de Luze                                  | França              |      |
| 2005                                      |                                           |                                                |                     |      |
| Deux frères                               | -                                         | Noëlle Boisson                                 | França              |      |
| 36, quai des Orfèvres                     | Assumptes pendents                        | Hugues Darmois                                 | França              |      |
| Un long dimanche de fiançailles           | Llarg diumenge de festeig                 | Hervé Schneid                                  | França              |      |
| 2006                                      |                                           |                                                |                     |      |
| De battre mon coeur s'est arrêté          | De tant bategar se m'ha parat el cor      | Juliette Welfling                              | França              |      |
| La marche de l'empereur                   | El viatge de l'emperador                  | Sabine Emiliani                                | França              |      |
| Les poupées russes                        | Les nines russes                          | Francine Sandberg                              | França              |      |
| 2007                                      |                                           |                                                |                     |      |
| Ne le dis à personne                      | -                                         | Hervé de Luze                                  | França              |      |
| Coeurs                                    | Assumptes privats en llocs públics        | Hervé de Luze                                  | França              |      |
| Fauteuils d'orchestre                     | -                                         | Sylvie Landra                                  | França              |      |
| Indigènes                                 | Dies de glòria                            | Yannick Kergoat                                | França              |      |
| Quand j'étais chanteur                    | Chanson d'amour                           | Martine Giordano                               | França              |      |
| 2008                                      |                                           |                                                |                     |      |
| Le scaphandre et le papillon              | L'escafandre i la papallona               | Juliette Welfling                              | França              |      |
| La graine et le mulet                     | -                                         | Camille Toubkis Ghalya Lacroix                 | França Tunísia      |      |
| La Môme                                   | La vida en rosa                           | Richard Marizy e Yves Beloniak                 | França              |      |
| Persépolis                                | Persèpolis                                | Stéphane Roche                                 | França              |      |
| Un secret                                 | -                                         | Véronique Lange                                | Bèlgica             |      |
| 2009                                      |                                           |                                                |                     |      |
| Le premier jour du reste de ta vie        | El primer dia de la resta de la teva vida | Sophie Reine                                   | França              |      |
| Entre les murs                            | La classe                                 | Robin Campillo i Stéphanie Léger               | França              |      |
| Mesrine                                   | Mesrine                                   | Hervé Schneid Bill Pankow                      | França Estats Units |      |
| Paris                                     | -                                         | Francine Sandberg                              | França              |      |
| Un conte de Noël                          | -                                         | Laurence Briaud                                | França              |      |

### Dècada del 2010
| Any                                 | Títol original                 | Títol en català                                     | Muntador       | Pais |
| ----------------------------------- | ------------------------------ | --------------------------------------------------- | -------------- | ---- |
| 2010                                |                                |                                                     |                |      |
| Un prophète                         | Un profeta                     | Juliette Welfling                                   | França         |      |
| À l'Origine                         | -                              | Célia Lafitedupont                                  | França         |      |
| Le Concert                          | El concert                     | Ludo Troch                                          | Bèlgica        |      |
| Les herbes folles                   | Les males herbes               | Hervé de Luze                                       | França         |      |
| Welcome                             | Welcome                        | Andréa Sedlackova                                   | Txecoslovàquia |      |
| 2011                                |                                |                                                     |                |      |
| The Ghost Writer                    | L'escriptor                    | Hervé de Luze                                       | França         |      |
| Carlos, le film                     | Carlos                         | Luc Barnier                                         | França         |      |
| Des hommes et des dieux             | De déus i homes                | Marie-Julie Maille                                  | França         |      |
| Gainsbourg, vie héroïque            | -                              | Maryline Monthieux                                  | França         |      |
| Tournée                             | -                              | Annette Dutertre                                    | França         |      |
| 2012                                |                                |                                                     |                |      |
| Polisse                             | -                              | Yann Dedet i Laure Gardette                         | França         |      |
| L'exercice de l'Etat                | -                              | Laurence Briaud                                     | França         |      |
| La guerre est déclarée              | Declaració de guerra           | Pauline Gaillard                                    | França         |      |
| Intouchables                        | Intocable                      | Dorian Rigal-Ansous                                 | França         |      |
| The Artist                          | The Artist                     | Anne-Sophie Bion i Michel Hazanavicius              | França         |      |
| 2013                                |                                |                                                     |                |      |
| De rouille et d'os                  | De rovell i d'os               | Juliette Welfling                                   | França         |      |
| Les Adieux à la Reine               | L'adeu a la reina              | Luc Barnier                                         | França         |      |
| Amour                               | Amor                           | Monika Willi                                        | Àustria        |      |
| Camille Redouble                    | -                              | Annette Dutertre i Michel Klochendler               | França         |      |
| Holy Motors                         | -                              | Nelly Quettier                                      | França         |      |
| 2014                                |                                |                                                     |                |      |
| Les Garçons et Guillaume, à table ! | Guillaume i els nois, a taula! | Valérie Deseine                                     | França         |      |
| 9 mois ferme                        | -                              | Christophe Pinel                                    | França         |      |
| L'inconnu du lac                    | -                              | Jean-Christophe Hym                                 | França         |      |
| Le Passé                            | El passat                      | Juliette Welfling                                   | França         |      |
| La vie d'Adèle Chapitres 1 & 2      | La vida d'Adèle                | Ghalya Lacroix                                      | Tunísia        |      |
| 2015                                |                                |                                                     |                |      |
| Timbuktu                            | Timbuktu                       | Nadia Ben Rachid                                    | França         |      |
| Les Combattants                     | -                              | Lilian Corbeille                                    | França         |      |
| Hippocrate                          | Hipòcrates                     | Christel Dewynter                                   | França         |      |
| Party Girl                          | -                              | Frédéric Baillehaiche                               | França         |      |
| Saint Laurent                       | -                              | Fabrice Rouaud                                      | França         |      |
| 2016                                |                                |                                                     |                |      |
| Mustang                             | Mustang                        | Mathilde Van de Moortel                             | França         |      |
| Dheepan                             | Dheepan                        | Juliette Welfling                                   | França         |      |
| Marguerite                          | Madame Marguerite              | Cyril Nakache                                       | França         |      |
| Mon roi                             | -                              | Simon Jacquet                                       | França         |      |
| Trois souvenirs de ma jeunesse      | -                              | Laurence Briaud                                     | França         |      |
| 2017                                |                                |                                                     |                |      |
| Juste la fin du monde               | Només la fi del món            | Xavier Dolan                                        | Canadà         |      |
| Divines                             | -                              | Vincent Tricon i Loïc Lallemand                     | França         |      |
| Elle                                | Elle                           | Job ter Burg                                        | Alemanya       |      |
| Frantz                              | Frantz                         | Laure Gardette                                      | França         |      |
| Mal de pierres                      | El somni de la Gabrielle       | Simon Jacquet                                       | França         |      |
| 2018                                |                                |                                                     |                |      |
| 120 battements par minute           | 120 pulsacions per minut       | Robin Campillo                                      | França         |      |
| Au Revoir là-haut                   | Ens veurem allà dalt           | Christophe Pinel                                    | França         |      |
| Barbara                             | -                              | François Gédigier                                   | França         |      |
| Petit paysan                        | Petit paysan                   | Julie Léna, Grégoire Pontécaille i Lilian Corbeille | França         |      |
| Le sens de la fête                  | C'est la vie                   | Dorian Rigal-Ansous                                 | França         |      |
| 2019                                |                                |                                                     |                |      |
| Jusqu'à la garde                    | -                              | Yorgos Lamprinos                                    | Grècia         |      |
| Les Chatouilles                     | -                              | Valérie Deseine                                     | França         |      |
| En liberté !                        | En liberté!                    | Isabelle Devinck                                    | França         |      |
| Les Frères Sisters                  | Els germans Sisters            | Juliette Welfling                                   | França         |      |
| Le Grand Bain                       | El gran bany                   | Simon Jacquet                                       | França         |      |

### Dècada del 2020
| Any                                         | Títol original                        | Títol en català                | Muntador | Pais |
| ------------------------------------------- | ------------------------------------- | ------------------------------ | -------- | ---- |
| 2020                                        |                                       |                                |          |      |
| Les Misérables                              | Els miserables                        | Flora Volpelière               | França   |      |
| La Belle Époque                             | La Belle Époque                       | Anny Danché i Florent Vassault | França   |      |
| Grâce à Dieu                                | Gràcies a Déu                         | Laure Gardette                 | França   |      |
| Hors Normes                                 | Especials                             | Dorian Rigal-Ansous            | França   |      |
| J'Accuse                                    | L'oficial i l'espia                   | Hervé de Luze                  | França   |      |
| 2021                                        |                                       |                                |          |      |
| Adolescentes                                | -                                     | Tina Baz                       | Líban    |      |
| Adieu les cons                              | Adieu les cons                        | Christophe Pinel               | França   |      |
| Antoinette dans les Cévennes                | Antoinette dans les Cévennes          | Annette Dutertre               | França   |      |
| Les choses qu'on dit, les choses qu'on fait | Les coses que diem, les coses que fem | Martial Salomon                | França   |      |
| Été 85                                      | Été 85                                | Laure Gardette                 | França   |      |
| 2022                                        |                                       |                                |          |      |
| Annette                                     | Annette                               | Nelly Quettier                 | França   |      |
| Bac Nord                                    | -                                     | Simon Jacquet                  | França   |      |
| Boîte noire                                 | Black Box                             | Valentin Féron                 | França   |      |
| La Fracture                                 | La Fracture                           | Frédéric Baillehaiche          | França   |      |
| Illusions perdues                           | Les il·lusions perdudes               | Cyril Nakache                  | França   |      |
| 2023                                        |                                       |                                |          |      |
| À plein temps                               | A temps complet                       | Mathilde Van de Moortel        | França   |      |
| En corps                                    | En corps                              | Anne-Sophie Bion               | França   |      |
| L'Innocent                                  | L'innocent                            | Pierre Deschamps               | França   |      |
| Novembre                                    | Novembre                              | Laure Gardette                 | França   |      |
| La Nuit du 12                               | La nit del 12                         | Laurent Roüan                  | França   |      |
| 2024                                        |                                       |                                |          |      |
| Anatomie d'une chute                        | Anatomia d'una caiguda                | Laurent Sénéchal               | França   |      |
| Je verrai toujours vos visages              | Je verrai toujours vos visages        | Francis Vesin                  | França   |      |
| Little Girl Blue                            | Little Girl Blue                      | Valérie Loiseleux              | França   |      |
| Le Procès Goldman                           | El cas Goldman                        | Yann Dedet                     | França   |      |
| Le Règne animal                             | Le Règne animal                       | Lilian Corbeille               | França   |      |
| 2025                                        |                                       |                                |          |      |
| L'Histoire de Souleymane                    | -                                     | Xavier Sirven                  | França   |      |
| Le Comte de Monte-Cristo                    | El comte de Montecristo               | Célia Lafitedupont             | França   |      |
| Emilia Pérez                                | Emilia Pérez                          | Juliette Welfling              | França   |      |
| En fanfare                                  | -                                     | Guerric Catala                 | França   |      |
| L'Amour ouf                                 | -                                     | Simon Jacquet                  | França   |      |

## Estadístiques

### Els més premiats
| Premis | Nom                     | Anys                         | Detalls        |
| ------ | ----------------------- | ---------------------------- | -------------- |
| 5      | Juliette Welfling       | 1995, 2006, 2008, 2010, 2013 | 11 nominacions |
| 4      | Noëlle Boisson          | 1983, 1989, 1991, 2005       | 6 nominacions  |
| 3      | Hervé de Luze           | 1998, 2007, 2011             | 9 nominacions  |
| 3      | Marie-Josèphe Yoyotte   | 1977, 1997, 2002             | 5 nominacions  |
| 2      | Albert Jurgenson        | 1978, 1982                   | 4 nominacions  |
| 2      | Raymonde Guyot          | 1979, 1986                   | 4 nominacions  |
| 2      | Emmanuelle Castro       | 1988, 2000                   | 2 nominacions  |
| 2      | Jacques Witta           | 1984, 1994                   | 2 nominacions  |
| 2      | Mathilde Van de Moortel | 2016, 2023                   | 2 nominacions  |

### Els més nominats
| Nominacions | Nom                   | Anys                                                             | Detalls   |
| ----------- | --------------------- | ---------------------------------------------------------------- | --------- |
| 11          | Juliette Welfling     | 1995, 1997, 2002, 2006, 2008, 2010, 2013, 2014, 2016, 2019, 2025 | 5 premis  |
| 9           | Hervé de Luze         | 1994, 1998, 2001, 2004, 2007 (2 candidatures), 2010, 2011, 2020  | 3 premis  |
| 8           | Henri Lanoë           | 1977, 1978, 1979, 1980, 1982, 1983, 1986, 1998                   | Cap premi |
| 7           | Claudine Merlin       | 1977, 1980 (2 candidatures), 1985, 1987, 1990, 1992              | 1 premi   |
| 6           | Noëlle Boisson        | 1983, 1989, 1991, 1993, 1996, 2005                               | 4 premis  |
| 6           | Armand Psenny         | 1981, 1982, 1983, 1985, 1987, 1990                               | Cap premi |
| 5           | Marie-Josèphe Yoyotte | 1976, 1977, 1992, 1997, 2002                                     | 3 premis  |
| 5           | Geneviève Winding     | 1976, 1979, 1981, 1985, 1993                                     | 1 premi   |
| 5           | Laure Gardette        | 2012, 2017, 2020, 2021, 2023                                     | 1 premi   |
| 5           | Joëlle Hache          | 1989, 1990, 1991, 1997, 2000                                     | Cap premi |
| 5           | Simon Jacquet         | 2016, 2017, 2019, 2022, 2025                                     | Cap premi |